# Albemarle (Karolina Północna)
Albemarle – miasto w Stanach Zjednoczonych, w stanie Karolina Północna, w hrabstwie Stanly. W 2000 roku liczyło 15 680 mieszkańców.